# Корнилий (Орлинков)
Архимандрит Корнилий (в миру Александр Матвеевич Орлинков; 1833, Москва — 25 июля 1886, Новгород) — архимандрит Русской православной церкви, настоятель Новгородского Антония Римлянина монастыря.

## Биография
Родился в 1833 году в Москве в семье священника «Сретенского сорока Воскресенской, что в Екатерининском богаделенном доме, церкви» Матвея Ивановича Орлинкова (ок. 1800—1874). Дед по отцу, Иван Васильевич, священник с. Покровское Волоколамского уезда, был записан в ревизских сказках как Казанцев, прадед (тесть деда) Василий Иванович, дьякон Ивановского погоста, что на Ламе, первоначально носил фамилию ОрДинков, но практически все его потомки — вероятно, в результате единичной описки — стали ОрЛинковыми.
В 1854 году окончил Московскую духовную семинарию, после чего поступил в Московскую духовную академию. Принимал участие в переводе с латинского языка на русский творений св. Кассиана. 8 марта 1858 года, обучаясь на последнем курсе, пострижен в монашество в стенах Троице-Сергиевой лавры. 16 марта того же года рукоположён в иеродиакона, затем возведён в сан иеромонаха. В том же году окончил духовную академию; прекрасно знал новейшие и древние иностранные языки.
19 августа 1858 года определён инспектором в Калужскую духовную семинарию. 10 февраля 1859 года удостоен степени магистра богословия. С 15 апреля 1859 года — инспектор Костромской духовной семинарии.
С 18 июня 1860 года — соборный иеромонах Санкт-Петербургской Александро-Невской лавры. 15 декабря 1864 года возведён в сан архимандрита. 18 марта 1865 года переведён инспектором в Санкт-Петербургскую духовную семинарию.
С 31 августа 1866 года — ректор Костромской духовной семинарии и архимандрит Богородицкого Игрицкого монастыря. С 6 октября 1866 по 1 июля 1867 года — член Костромской духовной консистории. С 10 декабря 1866 года — председатель Костромского губернского цензурного комитета.
26 декабря 1875 года освобождён от всех должностей и назначен ректором Тифлисской духовной семинарии и архимандритом Тифлисского Спасо-Преображенского монастыря.
Вскоре уволен на покой по болезни глаз и определён настоятелем Новгородского Антония Римлянина монастыря и членом новгородской консистории.
Обладал ораторским талантом и произносил прекрасные проповеди, но не печатал их.
25 июля 1886 года скоропостижно скончался в Новгороде. Похоронен в Антониевом монастыре.

## Публикации
- Акафист преподобному и богоносному отцу нашему Антонию Римлянину. — СПб., 1877;
- Письмо к отцу Григорию // Чтения в Обществе истории и древностей Российских. — 1874. — Кн. 1. — С. 46-48.